# ۲۰۲۴ پی‌تی۵
۲۰۲۴ پی‌تی۵ (انگلیسی: 2024 PT5) یک جرم نزدیک به زمین با قطر تقریبی ۱۱ متر (۳۶ فوت) است که توسط سامانه هشدار نهایی برخورد سیارک به زمین رصدخانه آفریقای جنوبی در ساترلند در ۷ اوت ۲۰۲۴، یک روز پیش از نزدیک شدن به زمین در فاصله ۵۶۸٬۵۰۰ کیلومتری (۳۵۳۲۰۰ مایلی) کشف شد. این جسم به دور خورشید می‌چرخد، اما نزدیک شدن‌های آهسته و آرامی به منظومهٔ زمین – ماه انجام می‌دهد.
۲۰۲۴ پی‌تی۵ معمولاً به دور خورشید می‌چرخد و بخشی از یک کمربند سیارکی کوچک به نام کمربند آرجونا است که زمین را دنبال می‌کند. این سیارک از ۲۹ سپتامبر تا ۲۵ نوامبر ۲۰۲۴ به‌طور موقت تحت تأثیر گرانش زمین قرار خواهد گرفت و سپس به مدار اصلی خود در اطراف خورشید بازخواهد گشت. این پدیده، که به عنوان «رویداد ماه کوچک» شناخته می‌شود، نسبتاً رایج است و برخی از سیارک‌ها می‌توانند به زمین بسیار نزدیک شوند.

## مدار و فواصل
۲۰۲۴ پی‌تی۵ بین ۲۹ سپتامبر ۲۰۲۴ و ۲۵ نوامبر ۲۰۲۴ (دوره‌ای ۱ ماه و ۲۷ روزه) درست از خارج از هیل کرهٔ زمین در فاصله (تقریباً ۰٫۰۱ یکای کیهانی [۱٫۵ میلیون کیلومتر؛ ۰٫۹۳ میلیون مایل]) عبور خواهد کرد و با سرعت نسبی کم (در بازهٔ ۰٫۰۰۲ کیلومتر در ثانیه) (۴٫۵ مایل در ساعت) تا (۰٫۴۳۹ کیلومتر بر ثانیه [۹۸۰ مایل در ساعت]) به‌طور موقت توسط گرانش زمین، با خروج از مرکز مداری زمین مرکزی کمتر از ۱ و انرژی مداری زمین مرکزی منفی، گرفتار خواهد شد.
نزدیک‌ترین فاصلهٔ ۲۰۲۴ پی‌تی۵ به زمین در ۸ اوت ۲۰۲۴ در حدود ۵۶۷۰۰۰ کیلومتر (۳۵۲۰۰۰ مایل) بود که در آن زمان سرعت نسبی آن ۱٫۳۷ کیلومتر بر ثانیه (۳۱۰۰ مایل در ساعت) بوده است.در ۱۸ اوت ۲۰۲۴ مرکز مطالعات اجسام نزدیک به زمین ناسا (CNEOS) ۲۰۲۴ پی‌تی۵ را از جدول دیدبانی خطر خود حذف کرد، زیرا به تشخیص آنان هیچ خطری برای برخورد احتمالی آن با زمین وجود ندارد.
| مبدأ        | فاصله با زمین                           | مسیر حذلولی خروج از مرکز مداری | اوج و حضیض                            | تناوب مداری             |
| ----------- | --------------------------------------- | ------------------------------ | ------------------------------------- | ----------------------- |
| ۲۰۲۴-Sep-۲۹ | ۰٫۰۲۳۰ یکای نجومی (۳٫۴۴ میلیون کیلومتر) | ۱٫۰۱۶                          | {\displaystyle \infty }               | {\displaystyle \infty } |
| 2024-Sep-۳۰ | ۰٫۰۲۳۲ یکای نجومی (۳٫۴۷ میلیون کیلومتر) | ۰٫۹۹۷                          | ۲٫۹ یکای نجومی (۴۳۰ میلیون کیلومتر)   | ۹۹٫۸۴ سال (۳۶٬۴۶۸ روز)  |
| 2024-Oct-۲۴ | ۰٫۰۲۶۸ یکای نجومی (۴٫۰۱ میلیون کیلومتر) | ۰٫۶۱۴                          | ۰٫۰۲۸ یکای نجومی (۴٫۲ میلیون کیلومتر) | ۱٫۳۵ سال (۴۹۳ روز)      |
| 2024-Nov-۲۵ | ۰٫۰۲۳۸ یکای نجومی (۳٫۵۶ میلیون کیلومتر) | ۰٫۹۸۳                          | ۰٫۷۲ یکای نجومی (۱۰۸ میلیون کیلومتر)  | ۱۲۷٫۲۴ سال (۴۶٬۴۷۳ روز) |
| 2024-Nov-۲۶ | ۰٫۰۲۳۶ یکای نجومی (۳٫۵۳ میلیون کیلومتر) | ۱٫۰۰۹                          | {\displaystyle \infty }               | {\displaystyle \infty } |